# サンバ (アルゼンチン)

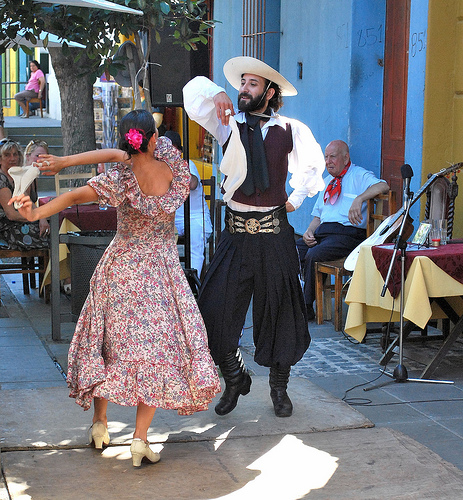
観光用にダンスを演じるカップル（アルゼンチン、ブエノスアイレス）

サンバ（Zamba） はアルゼンチン北西部の6/8拍子の民俗舞曲である。

## 概要
ペルーのサマクエカ（zamacueca、現在はマリネラと称する）を起源とする踊りで、ボリビアとチリのクエッカと同一系統である。ブラジルのサンバ（Samba）とは、語源に関連性はあるかもしれないが、まったく異なった音楽である。
男女のペアがハンカチを振りながら踊る点に特徴がある。曲は前奏 - テーマ - テーマ - サビという構成を1単位として、これを2回繰り返す。アルゼンチンのフォルクローレのなかでは、チャカレーラと並んでもっとも一般的な音楽である。
楽器は、ギター（クラシックギター）に、ボンボが加わり、さらにピアノ・アコーディオン・バンドネオン・ハーモニカ・バイオリン・マンドリン・フルート・ケーナ・シンセサイザーなど、様々な楽器が使われる。
アタウアルパ・ユパンキ、チャンゴ・ロドリゲス、ホルヘ・カフルーネ等、ギターでの弾き歌いに深い魅力がある。

## 代表的な曲
- 希望のサンバ（Zamba de mi esperanza（スペイン語版））（Luis H. Morales） アルゼンチンでは「第2の国歌」
- トゥクマンの月（Luna tucumana）（アタウアルパ・ユパンキ　Ataualpa Yupanqui）
- 月に魅せられて（mi luna cautiva）（チャンゴ・ロドリゲス） ソレダーがカバーしアルゼンチンでヒット
- クリオジータ・サンティアゲーニャ（Criollita santiagueña）（アタウアルパ・ユパンキ）
- アルフォンシーナと海（Alfonsina y el mar）（曲：アリエル・ラミレス　Ariel Ramirez、詞：フェリックス・ルナ　Felix Luna）
- 悲しみのサンバ（Tristecita）（曲：アリエル・ラミレス、詞：フェリックス・ルナ）
- カーニバルの香り（Perfume de carnaval）（ペテコ・カラバハル　Peteco Carabajal）

などがある。